# Jin Mindi

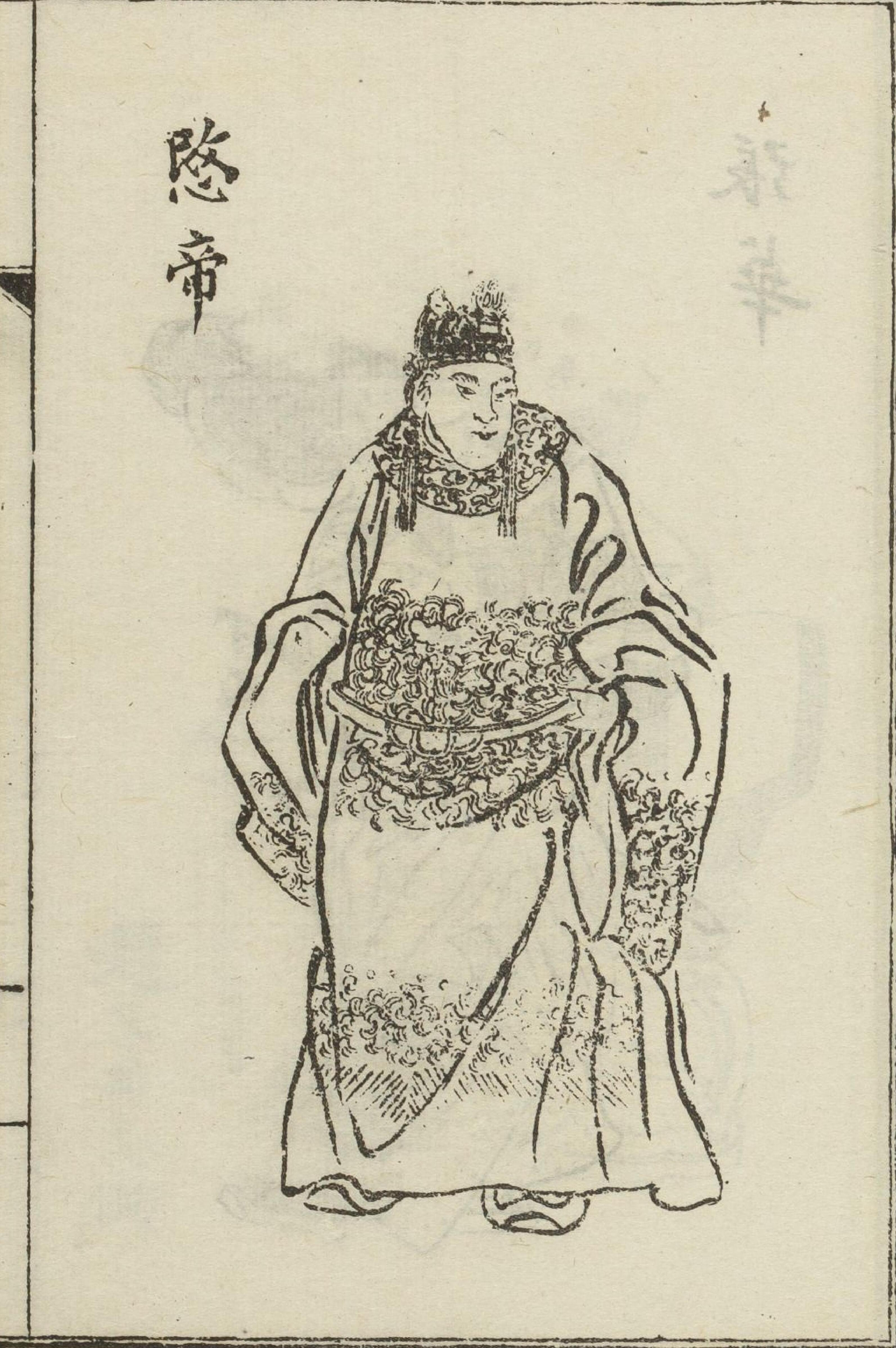
Jin Mindi, fiktive Darstellung aus dem 17. Jahrhundert

Jin Mindi (晉愍帝, Sima Ye) war von 313 bis 316 Kaiser von China. Er war ein Enkel von Kaiser Jin Wudi aus der Jin-Dynastie. Kaiser Jin Huaidi wurde beim Fall Luoyangs im Jahr 311 von dem Xiongnuherrscher Liu Cong gefangen genommen und zwei Jahre später ermordet. Huaidis Nachfolger wurde daraufhin Mindi. Jin Mindi musste 316 jedoch kapitulieren, als Liu Congs General Liu Yao auch die westliche Hauptstadt Chang’an einnahm. Der Kaiser wurde öffentlich erniedrigt und später auf Befehl Liu Congs getötet.